# Château de Pusy
Pour les articles homonymes, voir Pusy.
Le château de Pusy est un château situé dans la commune de Pusy-et-Épenoux, au nord de Vesoul, dans la Haute-Saône.
Le château était la résidence de Jean-Xavier Bureau de Pusy.

## Histoire
Il est inscrit monument historique depuis le 8 avril 1991.